# بی‌شوناس
بی‌شوناس (قزاقی: Бейшунас) یک منطقه مسکونی در قزاقستان است که در استان آتیرائو واقع شده‌است.